# 福興交流道
福興交流道位於臺灣彰化縣福興鄉，為臺灣台61線的交流道，指標原為179k，漢寶至王功段通車後調整為180k，交流道型式為Y型，分別在2004年1月13日（福興線西段）和2013年11月18日通車（福興漢寶段）通車。
考量彰濱鹿港工業區人員進出便利與貨物運輸的安全與效益，且為紓解鹿港交流道之車流，於彰30線（鹿安橋）增設第二個南下入口匝道並於2023年11日1日通車。
|  | 180 福興 |  | 福興 鹿港 |

## 鄰近公路
- 台17線
- 縣道144號
- 彰30線
- 彰32線

## 外部連結
- 台61線福興交流道示意圖 （页面存档备份，存于）（交通部公路總局）